# Bicibur
El Bicibur es un servicio de alquiler de bicicletas públicas en la ciudad de Burgos, España. Se puso en funcionamiento en 2006 como continuación de las medidas iniciadas con el Proyecto Civitas y forma parte del Ayuntamiento de Burgos. El diseño se realizó por el Instituto Tecnológico de Castilla y León (ITCL)
Es un servicio público de préstamo de bicicletas, el primero en España de estas características. La persona que desee hacer uso del servicio debe darse de alta en el sistema de gestión de los usuarios, en la Oficina de Movilidad situada en los bajos del Mercado Norte en la Plaza España. El coste del servicio son 15€ y el tiempo de la utilización de las bicicletas es de dos horas para residentes empadronados y tres horas para turistas. El servicio funciona las 24 horas del día y los 365 días del año. El usuario deberá esperar treinta minutos antes de poder coger otra bici. Se dispone de un total de 19 plataformas de préstamo distribuidas por toda la ciudad, en los puntos de transporte más estratégicos.

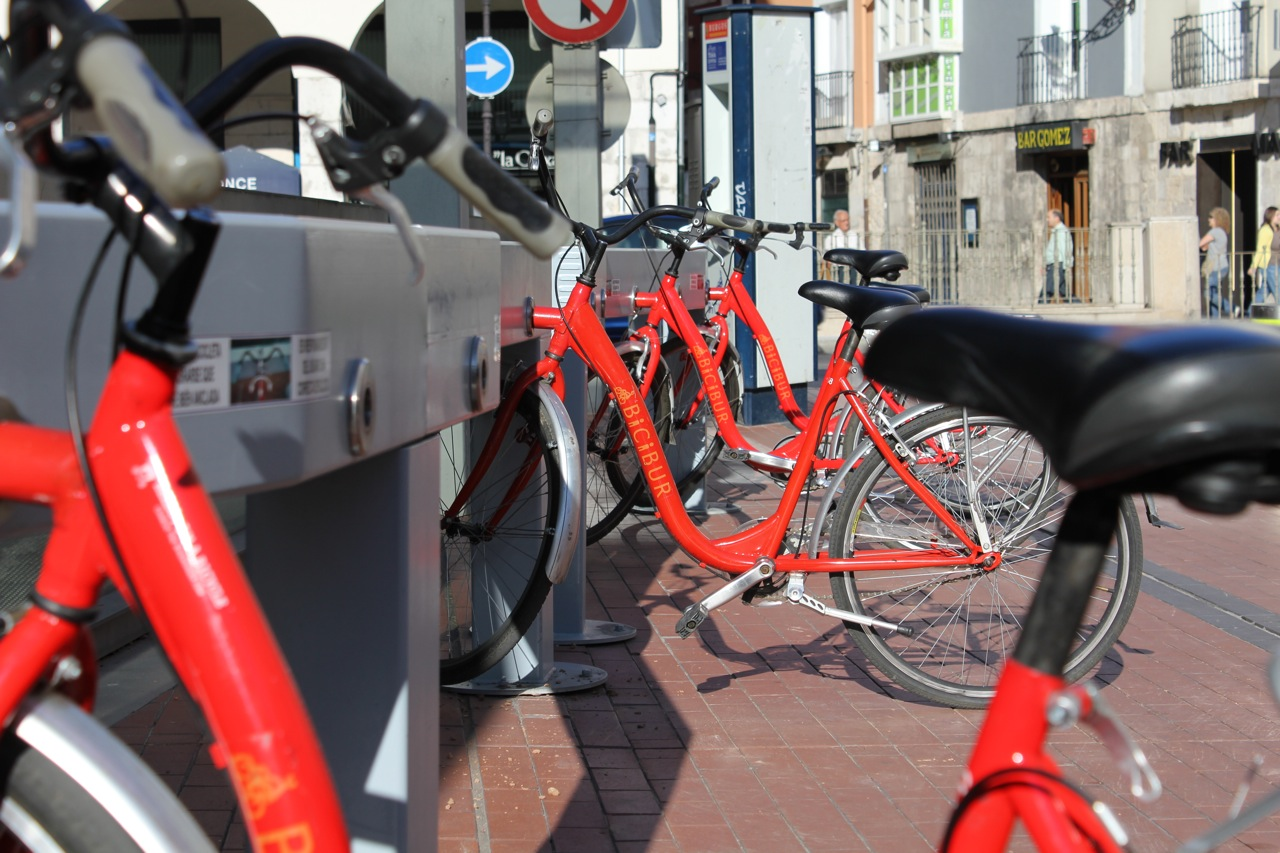
Sistema de anclaje de Bicibur

Actualmente el uso de Bicibur requiere un previo registro, aunque se prevé introducir un sistema que permita el alquiler con una simple tarjeta bancaria, favoreciendo su implantación.
Desde el año 2010, el servicio se presta mediante la tarjeta BonoBus, pudiéndola utilizar indistintamente en los dos medios de transporte.
Desde julio de 2013 existe un servicio de «Alquiler de Bicicletas para turistas» y «Rutas Turísticas en Bicicleta».

## Quién lo puede solicitar
1. Todos los mayores de 18 años.
2. Los menores, a partir de 14 años, con autorización del padre, madre o tutor.

Que sean
- Residentes Empadronados en el municipio de Burgos
- Residentes No Empadronados 'que residan, estudien, trabajen y/o convivan periódicamente en la ciudad de Burgos .
- Turistas de larga estancia

## Dónde se puede solicitar
Para poder usar el servicio de préstamo de bicicletas BICIBUR es necesario darse de alta en el sistema de gestión de los usuarios, en la Oficina de Movilidad, situada en los bajos comerciales del Mercado Norte en la Plaza de España.
Para empadronados, no empadronados y turistas o visitantes:
Oficina de Movilidad: de martes a viernes de 09:00 a 13:00 horas.
Los usuarios del carné universitario podrán darse de alta con esta tarjeta en el servicio a través de los Puntos de Información Universitaria distribuidos por los distintos centros universitarios.

## Documentación
Para darse de alta en el servicio de préstamo Bicibur, son necesarios los siguientes documentos:
1. Fotocopia del DNI.
2. Inscripción rellenada y firmada por el interesado (en su caso el tutor) aceptando las normas de uso de BICIBUR.
3. Presentación tarjeta bonobus del usuario
4. Justificante bancario del ingreso del precio público anual (15 euros)

## Bancadas operativas
Todas las bancadas tienen una capacidad de diez bicicletas, excepto la bancada de la Plaza de Santo Domingo de Guzmán, que cuenta con veinte puntos de anclaje. Hay un total de 200 bicicletas.
1. Plaza de San Agustín (Calle Isabel Torres) 42°20′2.031″N 3°42′0.796″O / 42.33389750, -3.70022111
2. Delegación de la Junta de Castilla y León (Avenida de Castilla y León - Plaza de Bilbao) 42°20′48.84″N 3°41′10.86″O / 42.3469000, -3.6863500
3. Biblioteca Gonzalo de Berceo (Plaza de Ismael García Rámila) 42°21′3.348″N 3°39′48.96″O / 42.35093000, -3.6636000
4. Plaza Santo Domingo de Guzmán (Calle Santanader) 42°20′28.574″N 3°42′0.684″O / 42.34127056, -3.70019000
5. Biblioteca Miguel de Cervantes (Calle Malatos) 42°20′32.602″N 3°42′58.02″O / 42.34238944, -3.7161167
6. Calle Santa Bárbara (Calle Vitoria) 42°21′0.767″N 3°40′32.106″O / 42.35021306, -3.67558500
7. Escuela Politécnica - La Milanera (Calle Villadiego) 42°20′33.336″N 3°43′58.588″O / 42.34259333, -3.73294111
8. Centro Cívico Vista Alegre (Calle Victoria Balfé) 42°21′41.082″N 3°40′43.623″O / 42.36141167, -3.67878417
9. Bulevar del Ferrocarril (Traseras del Convento de Santa Clara) 42°20′12.83″N 3°41′41.02″O / 42.3368972, -3.6947278
10. Parralillos- Facultad de Económicas (Calle de las Infantas) 42°20′18.119″N 3°43′28.792″O / 42.33836639, -3.72466444
11. Centro Cívico Río Ven (Calle Juan de Padilla) 42°21′7.435″N 3°41′2.694″O / 42.35206528, -3.68408167
12. Barrio de San Cristóbal (Carretera Poza) 42°21′49.258″N 3°39′21.513″O / 42.36368278, -3.65597583
13. Estación de Ferrocarril Burgos - Rosa Manzano (Avenida Princesa de Asturias) 42°22′13.698″N 3°40′0.161″O / 42.37047167, -3.66671139
14. Museo de la Evolución Humana (Paseo de Atapuerca) 42°20′24.426″N 3°41′46.319″O / 42.34011833, -3.69619972
15. Plaza de España (Avenida de la Paz) 42°20′36.875″N 3°41′47.861″O / 42.34357639, -3.69662806
16. Juzgados (Avenida de los Reyes Católicos) 42°20′59.234″N 3°41′26.401″O / 42.34978722, -3.69066694
17. Paseo de la Isla (Paseo de la Isla) 42°20′21.123″N 3°42′44.245″O / 42.33920083, -3.71229028
18. Catedral (Calle Nuño Rasura) 42°20′23.248″N 3°42′19.744″O / 42.33979111, -3.70548444
19. Hospital Universitario (Avenida Baleares) 42°21′39.177″N 3°41′7.386″O / 42.36088250, -3.68538500
20. Bulevar - Hangar. (Bulevar Ferroviario) 42°19′59.772″N 3°42′33.686″O / 42.33327000, -3.70935722
21. Centro Cívico Capiscol (Calle Santiago Apóstol) 42°20′58.056″N 3°40′13.871″O / 42.34946000, -3.67051972
22. Piscinas de Capiscol (Plaza Avelino Antolín Toledano) 42°20′56.469″N 3°39′45.67″O / 42.34901917, -3.6626861
23. Piscinas de San Amaro (Avenida José María Villacián Rebollo) 42°20′29.859″N 3°43′20.265″O / 42.34162750, -3.72229583
24. Casa de Cultura de Gamonal (Calle Pablo Ruiz Picasso) 42°21′10.641″N 3°40′7.054″O / 42.35295583, -3.66862611
25. Centro Cívico Gamonal Norte (Calle Pablo Ruiz Picasso) 42°21′35.098″N 3°40′3.667″O / 42.35974944, -3.66768528

Algunas bancadas fueron trasladadas, entre otros motivos, por vandalismo:
- Conservatorio G-2 (Calle Gonzalo de Berceo).
- Barriada Yagüe (Plaza de San Juan Bautista).
- Calle de La Cartuja.